# Bjelasica
Bjelasica (cirílico, Бјеласица) es una sierra al norte de Montenegro. Su cumbre es el Crna Glava («Pico Negro» o «Cabeza Negra») que llega a 2.139 m s. n. m. La extersión de la cordillera es de 630 km². Bjelasica se extiende por cinco de los 21 municipios de Montenegro: Kolašin (parte principal), Mojkovac, Bijelo Polje, Berane y Andrijevica.